# Megachile ustulata
Megachile ustulata là một loài Hymenoptera trong họ Megachilidae. Loài này được Smith mô tả khoa học năm 1862.

## Hình ảnh

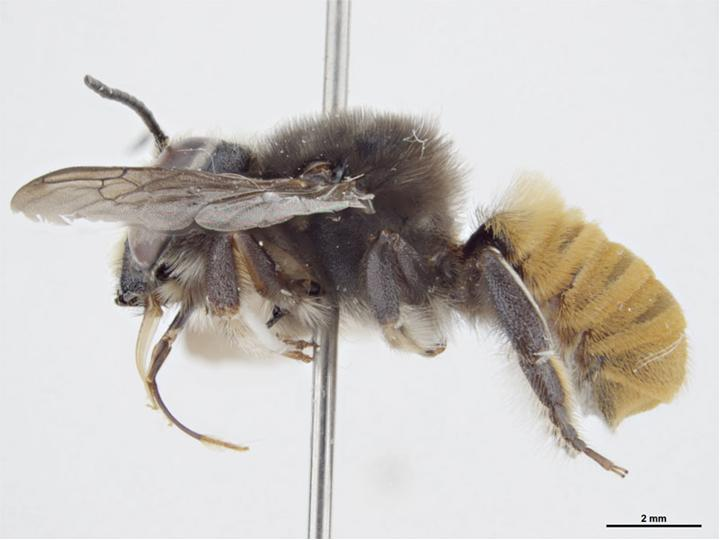